# 許勉仁
許勉仁（1504年—？），字希顏，别号玉林，四川成都左護衛官籍，雙流縣人，明朝政治人物。

## 生平
四川鄉試第二十四名舉人。嘉靖八年（1529年）中式己丑科會試第二百六十一名，登第三甲第一百一十二名進士。擢授户部主事，改禮部主事，嘉靖十七年（1538年）左右任礼部员外郎。谪州同，升府同知，升山西佥事，奇致仕。

## 家族
曾祖許誠；祖父許琛，贈禮部員外郎；父許淳，曾任右布政使進階正奉大夫正治卿。嫡母郝氏（封宜人）；生母王氏。具庆下。